# Jon Gorenc Stanković
Jon Gorenc Stanković, född 14 januari 1996 i Ljubljana, är en slovensk fotbollsspelare (mittfältare) som spelar för Sturm Graz och Sloveniens landslag.

## Landslagskarriär
Gorenc Stanković debuterade för Sloveniens landslag den 7 oktober 2020 i en 4–0-vinst över San Marino.

## Meriter
Sturm Graz
- Österrikisk mästare: 2024
- Österrikisk cupvinnare: 2023, 2024